# Circuito ITF Júnior
O Circuito ITF Júnior ("ITF Junior Circuit") é o nível principal para competição mundial entre jogadores de tênis juniores com menos de 18 anos. Criado em 1977 com apenas nove torneios, o Circuito ITF Júnior de 2011 ofereceu mais de 350 torneios em 118 países. Espelhando os circuitos ATP e WTA, o Circuito ITF Júnior classifica os jogadores e coroa o campeão mundial de fim de ano.

## Histórico
O Circuito ITF Júnior é organizado pela International Tennis Federation (ITF). Desde a sua criação tem sido o início de muitas carreiras de sucesso. Alguns campeões mundiais juniores que alcançaram grande sucesso no tour profissional incluem Ivan Lendl, Pat Cash, Gabriela Sabatini, Martina Hingis, Marcelo Ríos, Andy Roddick, Amélie Mauresmo, Roger Federer e muitos mais. De 1982 a 2003, o Circuito ITF Júnior reconheceu os campeões de final de ano em simples e duplas. A partir de 2004, as classificações foram combinadas e um único campeão nas competições masculina e feminina foi reconhecido.

## Níveis dos torneios
Assim como a ATP e a WTA, os torneios juniores são divididos em diferentes níveis. Os torneios de maior nível são os grand slams juniores e as Olimpíadas da Juventude, seguidos pelo ITF Junior Masters, evento que lembra o ATP Finals e o WTA Finals. Os cinco torneios de Grau A são o equivalente júnior dos eventos ATP Masters 1000 e WTA Premier Mandatory em termos de pontos concedidos em relação aos grand slams. Em ordem de calendário, são a Copa Gerdau, o Trofeo Bonfiglio, a Osaka Mayor's Cup, o Abierto Juvenil Mexicano e o Orange Bowl. Todos os torneios restantes são classificados de Graus 1 a 5. Os torneios rotulados de B1 a B3 referem-se a torneios regionais.
A ITF mudou recentemente o sistema de pontos em 2018. O novo sistema foi projetado para dar mais peso aos torneios de Grau A e Grau 1 de nível superior e para recompensar os jogadores que progridem mais profundamente nos torneios, independentemente do nível. Ele também elevou os grand slams juniores, as Olimpíadas da Juventude e o ITF Junior Masters acima do nível A, que anteriormente era o nível mais alto. Por fim, os torneios de Grau B agora concedem os mesmos pontos que seus equivalentes não regionais com o mesmo número de grau, em vez de um valor um pouco maior como antes.
O sistema de ranqueamento da ITF combina resultados de simples e duplas. No entanto, os resultados de duplas são subestimados por um fator de um quarto. Além disso, apenas os seis melhores resultados em simples e os seis melhores resultados em duplas contam para a classificação de um jogador. A distribuição de pontos para cada nível do torneio é a seguinte:
| Evento                 | V    | F   | SF   | QF   | R16 | R32 |
| Grand Slam             | 1000 | 700 | 490  | 300  | 180 | 90  |
| Olímpicos da juventude | 1000 | 700 | 490  | 300  | 180 | 90  |
| Junior Masters         | 750  | 450 | 250+ | 150+ | -   | -   |
| Grau A                 | 500  | 350 | 250  | 150  | 90  | 45  |
| Grau 1 / B1            | 300  | 210 | 140  | 100  | 60  | 30  |
| Grau 2 / B2            | 200  | 140 | 100  | 60   | 36  | 18  |
| Grau 3 / B3            | 100  | 60  | 36   | 20   | 10  | 5   |
| Grau 4                 | 60   | 36  | 18   | 10   | 5   | -   |
| Grau 5                 | 30   | 18  | 9    | 5    | 2   | -   |

Nota: O ITF Junior Masters atribui 320, 250 para 3º e 4º lugares, e 200, 185, 165, 150 do 5º ao 8º lugares.
| Evento                 | V   | F   | SF  | QF  | R16 |
| Grand Slam             | 750 | 525 | 367 | 225 | 135 |
| Olímpicos da juventude | 750 | 525 | 367 | 225 | 135 |
| Grau A                 | 375 | 262 | 187 | 112 | 67  |
| Grau 1 / B1            | 225 | 157 | 105 | 75  | 45  |
| Grau 2 / B2            | 150 | 105 | 75  | 45  | 27  |
| Grau 3 / B3            | 75  | 45  | 27  | 15  | 7   |
| Grau 4                 | 45  | 27  | 14  | 7   | -   |
| Grau 5                 | 25  | 13  | 6   | 3   | -   |

## Projeto de isenção júnior
Em 1997, a ITF iniciou o projeto "Junior Exempt" para ajudar as melhores juniores do mundo a fazer a transição para o nível profissional. O projeto Junior Exempt oferece "wild cards" nos eventos do Circuito Feminino da ITF para as meninas que terminaram o ano entre as 10 primeiras do ranking mundial. O número e o nível do torneio de "wild cards" recebidos depende de quão alto um jogador termina entre os 10 primeiros. A partir da temporada de 2007, o projeto Junior Exempt se expandiu para incluir os 10 melhores meninos, que recebem "wild cards" em eventos futuros.
Desde 2018, os torneios de US$ 15.000 do ITF World Tennis Tour (antigo Futures) reservam vagas na chave principal para os melhores jogadores do Circuito ITF Júnior.